# Walsall Football Club
El Walsall Football Club és un club de futbol anglès de la ciutat de Walsall.

## Història

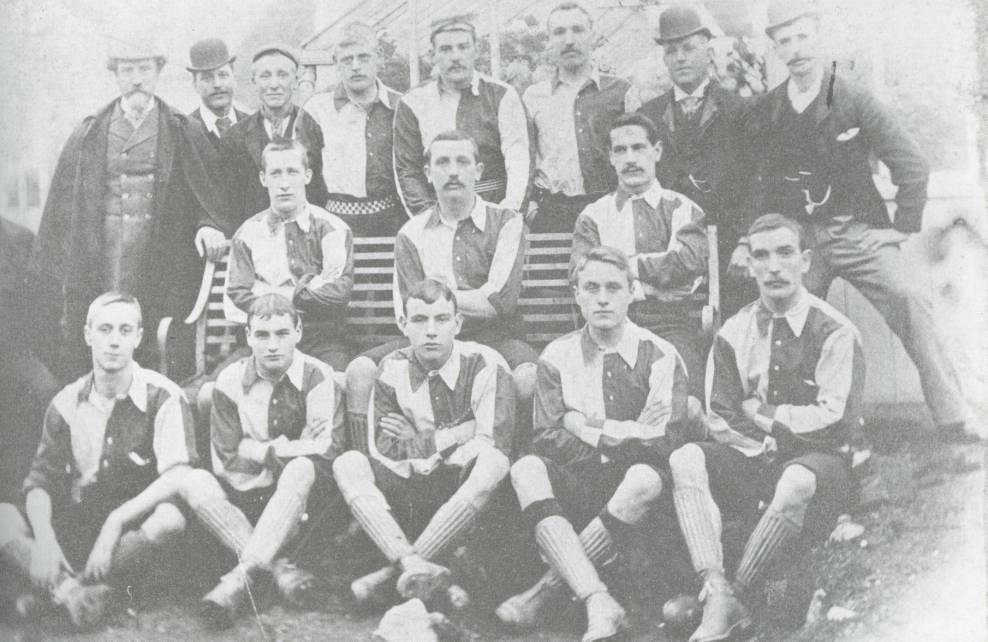
Imatge de l'equip el 1893.

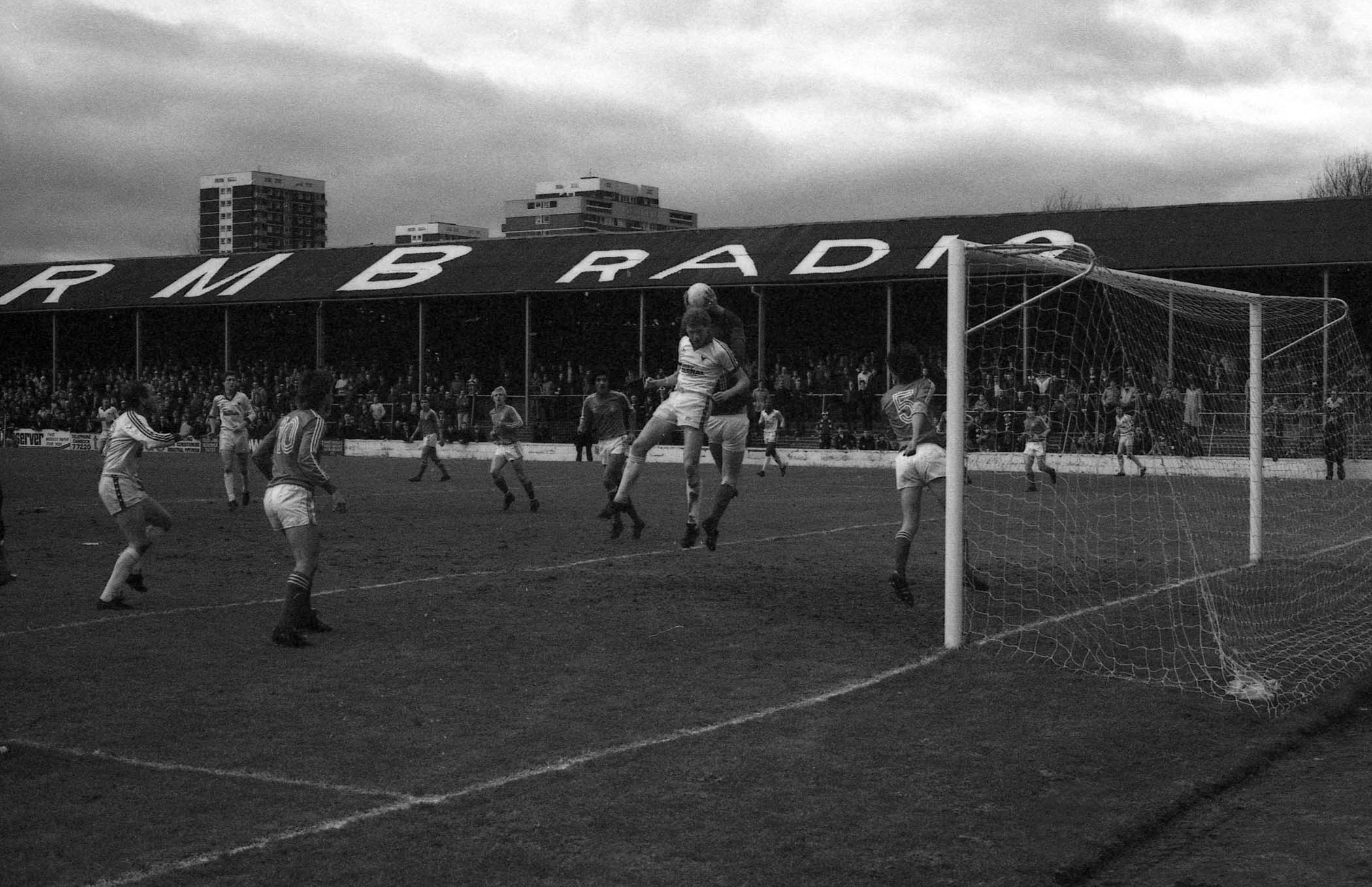
Walsall el 1982.

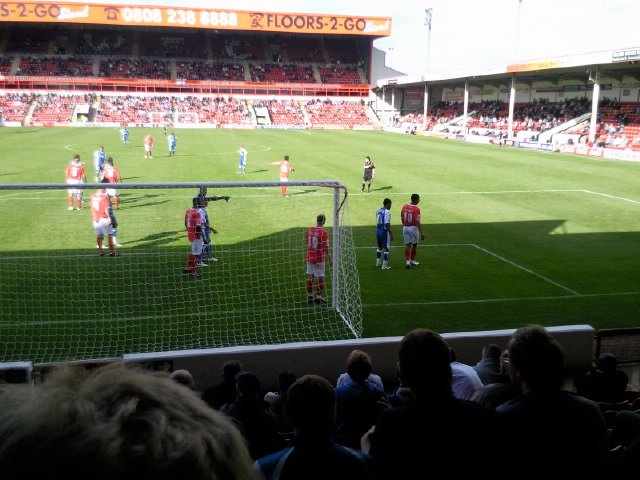
Walsall vs Gillingham el 2009.

El club va néixer com a Walsall Town Swifts el 1888 quan el Walsall Town F.C. i el Walsall Swifts F.C. es fusionaren. Walsall Town havia estat fundat el 1877 i Walsall Swifts el 1879. El 1892 fou membre fundador de la Football League Second Division. El 1896 esdevingué Walsall F.C. i ingressà a la Midland League. Un any més tard retornà a la Second Division.

## Palmarès
- Football League Third Division (avui League One)
  - Campió del Play-Off: 1987-88, 2000-01

- Football League Fourth Division (avui League Two)
  - 1959-60, 2006-07

- Birmingham Senior Cup
  - 1880-81 (Walsall Swifts)
  - 1896-97, 1897-98, 1993-94

- Staffordshire Senior Cup
  - 1881-82, 1884-85 (Walsall Town)
  - 1928-29, 1967-68

- Walsall Senior Cup
  - 1876-77 1877-78 1888-79 (Walsall Swifts)
  - 2014-15, 2016-17

## Estadis
El club ha jugat històricament als següents estadis:
- 1888 - 1893: The Chuckery
- 1893 - 1896: West Bromwich Road
- 1896 - 1990: Fellows Park
- 1990 - avui: Bescot Stadium[4]